# Physical Mock-Up
Ein Physisches Versuchsmodell (P-VM) bzw. Physical Mock-Up (PMU) bezeichnet ein reales Versuchsmodell, an dem Funktionsweisen getestet und Probleme sichtbar gemacht werden sollen (vgl. auch Prototyp). Dabei geht es um die Entwicklung neuer großer komplexer Systeme, bei denen jedes physische Versuchsmodell eine bestimmte partielle Entwicklung repräsentiert. Diese komplexen Systeme werden, wenn sie die erforderliche Produktreife erreicht haben, auf den Markt gebracht. Beispiele sind etwa physische Versuchsmodelle als vorbereitende Entwicklungszwischenschritte auf neue Passagierflugzeugmodelle oder auf neue Modelle anderer Flugzeugtypen im zivilen Flugzeugbau. Oder auf neue Schiffsmodelle im Schiffsbau oder auf neue Automodelle im Automobilbau. Im Automobilbau spricht man allerdings häufig einfach bloß von „Prototypen“, weniger von „Physical Mock-Ups“. 
Im Verlauf einer Entwicklung und Verbesserung sind nicht selten mehrere teure PMUs notwendig, weshalb heutzutage immer öfter ein Digital Mock-Up (DMU) verwendet wird, da an einem solchen Modifizierungen schnell und billig umgesetzt werden können.